# Герб Липовецького району
Герб Липовецького району — офіційний символ Липовецького району, затверджений 12 квітня 2007 р. рішенням сесії районної ради.

## Опис
Герб виконаний у формі традиційного щита, на блакитному полі якого зображення знака-символу козацької перемоги у битві з поляками на річці Соб, а на малиновому полі срібного бика – елемента історичного  герба Липовеччини. 

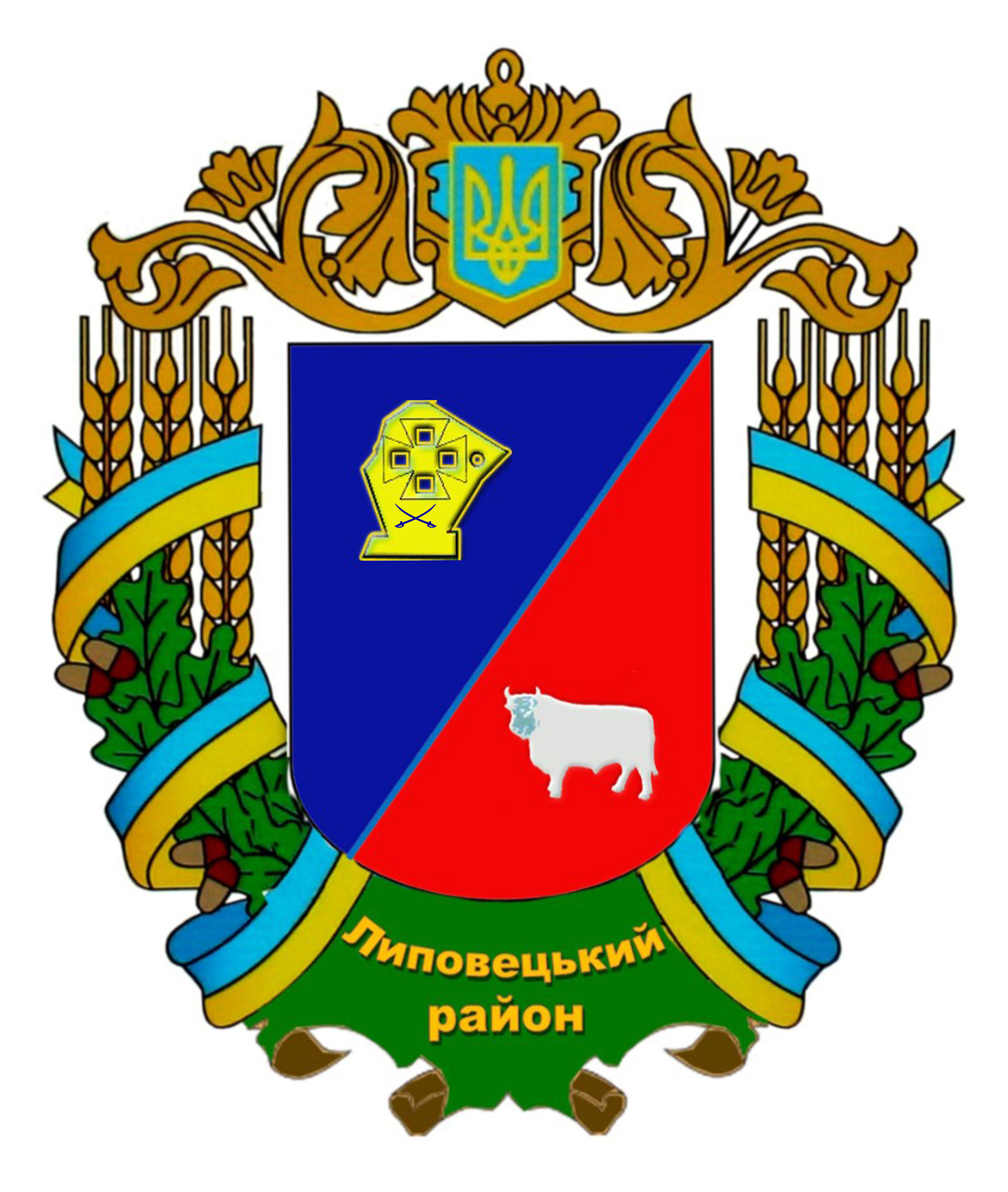